# Tribunal permanent des peuples
Le Tribunal permanent des peuples (TPP) est un tribunal d'opinion qui a été fondé le 24 juin 1979 à Bologne, en Émilie-Romagne (Italie) à l'initiative du sénateur et théoricien italien Lelio Basso.

## Tribunal d'opinion
Le Tribunal permanent des peuples est un tribunal d'opinion qui s’appuie sur la déclaration universelle des droits des peuples (Alger, 1976) et sur tous les instruments de droit international. Il peut s'appuyer également sur la Déclaration sur les droits des peuples autochtones adoptée par l'ONU et la Déclaration universelle des droits collectifs des peuples adoptée à Barcelone par l'Assemblée générale de la « Conférence des nations sans État d'Europe » (CONSEU).
Ce tribunal s’est penché sur le Sahara occidental, l’Argentine, l’Érythrée, les Philippines, le Salvador, l’Afghanistan, le Timor oriental, le Zaïre, le Guatemala, le génocide des Arméniens, l’intervention des États-Unis au Nicaragua, l'Amazonie brésilienne, le Tibet, sur l'empereur du Japon Hirohito,  etc. Dans certains cas (Amérique centrale, Afghanistan, Pakistan, notamment), des commissions d’enquête se sont rendues sur place.

## Exemples de sessions du TPP
- 1984, 11e TPP à Paris (La Sorbonne) : le génocide des Arméniens ;
- 1988, 13e TPP à Berlin : la politique du FMI et de la Banque mondiale ;
- 16-20 mars 1992, 18e TPP à Strasbourg : le Tibet ;
- 1995, 22e TPP à Berlin : le droit d'asile en Europe ;
- 12-15 avril 1996, à Vienne : Tchernobyl[5] ;
- 5-8 novembre 2004, 32e TPP à Paris : « Les violations des droits de l’homme en Algérie (1992-2004)[6]. » ;
- 21-23 juillet 2008, 33e TPP à Bogota : « Les entreprises transnationales et les crimes contre l'humanité. » Cette audition a été la dernière, après quatre séances préliminaires, dont le début eut lieu à Berne (Suisse) au mois novembre 2005. Audition présidée par le prix Nobel de la paix Adolfo Pérez Esquivel.